# Legionellosi
La legionellosi è un'infezione causata da un batterio chiamato Legionella (precisamente la specie Legionella pneumophila), che colpisce l'apparato respiratorio. Si può manifestare in due diverse entità cliniche: la malattia del legionario e la febbre di Pontiac. Il nome della malattia del legionario deriva dal fatto che il batterio che ne è causa fu identificato per la prima volta nel 1977 su un gruppo di partecipanti a un raduno della Legione Americana avvenuto l'estate precedente presso un hotel di Filadelfia; 221 persone contrassero la malattia e ben 34 di esse morirono.

## Epidemiologia
L'infezione da Legionella non si trasmette da persona a persona, ma tramite flussi d'aerosol, quindi potenzialmente in luoghi nei quali è in funzione un sistema di condizionamento, di umidificazione o di trattamento dell'aria o di ricircolarizzazione delle acque. La malattia raggiunge il suo picco di infezioni solitamente tra l'estate e l'inizio dell'autunno, ma sono stati riscontrati casi anche in altri periodi dell'anno. I fattori di rischio comuni per la legionellosi sono: abitudine al fumo, malattie polmonari croniche, età avanzata, immunosoppressione.
L'incidenza della legionellosi dipende da:
- grado di contaminazione di serbatoi d'acqua;
- suscettibilità immunologica della popolazione esposta (ad esempio la popolazione ospedaliera);
- intensità dell'esposizione;
- disponibilità dei test diagnostici.

La Legionella risulta la terza causa di polmonite acquisita in comunità dopo Streptococcus pneumoniae e Haemophilus influenzae, con un'incidenza che varia a seconda delle casistiche tra 3 e 15% del totale. Si stima che solo il 3% dei casi sporadici venga diagnosticato.
Per quanto riguarda invece le polmoniti acquisite in ospedale, la legionella è responsabile del 10-50% dei casi. Ciò accade quando il sistema idrico dell'ospedale è contaminato.
La febbre di Pontiac si propaga in via epidemica. Si trasmette per via aerea.

## Patogenesi
La penetrazione del batterio nei polmoni si ha per inalazione diretta. La Legionella aderisce alla parete delle vie respiratorie grazie alla presenza dei pili. Questa capacità permette al patogeno di vincere la clearance muco-ciliare, la quale può essere ulteriormente ridotta a seguito di varie cause (fumo, malattie polmonari, alcolismo), in tal modo predisponenti l'infezione. La Legionella tende a indurre l'attivazione di un'immunità cellulo-mediata, la quale però è inefficace. Il batterio fagocitato prolifera all'interno delle cellule, inducendo rottura di queste ultime. Il ciclo di fagocitosi e citolisi tende a perpetuarsi, ed è più grave nei pazienti con deficit dell'immunità cellulo-mediata (trapiantati, affetti da AIDS, o trattati con glucocorticoidi).

## Anatomia patologica
Il quadro può variare da una polmonite multifocale con interessamento flogistico lobulare a quadri di consolidamento estesi a più lobi. Nella zona di necrosi centrale si osservano spesso ascessi macroscopici.
Istologicamente la polmonite è fibrino-purulenta. Oltre a essere interessato l'alveolo è presente anche bronchiolite. Negli alveoli si trovano fibrina, macrofagi alveolari e neutrofili.
L'identificazione dei microrganismi si può attuare con immunocolorazione con test di immunofluorescenza diretta (sensibile e specifico).

## Segni e sintomi
La legionellosi si può presentare in due diversi quadri clinici:

### Malattia (polmonite) del legionario (propriamente detta)
È il quadro storico e più frequente. Si tratta di una polmonite atipica. I sintomi più comuni sono: febbre alta, cefalea, mialgia, tosse, emoftoe e brividi di freddo. Nel 10-20% dei casi si hanno anche sintomi gastrointestinali come inappetenza, dolore addominale, nausea, vomito. La diarrea è più frequente (25-50% dei casi). Le manifestazioni neurologiche possibili (oltre alla già citata cefalea) sono letargia, encefalopatia, stato confusionale e cambiamenti dello stato mentale.

### Febbre di Pontiac
La febbre di Pontiac è un quadro acuto a risoluzione spontanea nel quale non si sviluppa una pneumopatia (non c'è interessamento polmonare). L'incubazione ha una durata di 24-48 ore. È una manifestazione simil-influenzale con astenia, mialgia e malessere generale nel 97% dei casi, febbre preceduta da brividi nell'80-90% dei casi, cefalea nell'80% dei casi. Sintomi meno frequenti sono artralgie, tosse, nausea, dolori addominali, diarrea presenti complessivamente in un 50% dei casi.

### Legionellosi extrapolmonare
Esiste inoltre la possibilità che la Legionella possa localizzarsi anche in altri distretti corporei, dopo disseminazione per via ematica dal polmone. Si sono identificate Legionelle in milza, fegato e rene nel 50% dei riscontri autoptici, in casi di malattia del legionario. Altri riscontri nei pazienti immunodepressi sono: sinusite, peritonite, pielonefrite, cellulite e pancreatite. Infine è dimostrata l'eventualità di una disseminazione per via linfatica.

## Esami di laboratorio e strumentali
Laboratoristicamente, nella malattia del legionario è presente iponatriemia (comune nelle forme gravi). Inoltre sono comuni ad altri quadri di polmonite l'ipofosfatemia, l'ematuria, le anomalie ematologiche e la trombocitopenia. Esame strumentale utile è la radiografia del torace che evidenza infiltrati polmonari, segno non specifico di polmonite.
Nella febbre di Pontiac abbiamo una modesta leucocitosi neutrofila. La diagnosi si fa con la sieroconversione anticorpale.

## Diagnosi
La diagnosi si fa con isolamento del microrganismo da campioni di espettorato, o prelevati in broncoscopia (colorazione di Gram). Tali campioni vengono studiati inoltre con coltura in agar BCYE e immunofluorescenza diretta (rapida e specifica, ma meno sensibile della coltura). Il dosaggio anticorpale nel siero si fa sia in fase acuta sia in convalescenza. Si fa diagnosi con un titolo incrementato di 4 volte.
Sulle urine si può fare test antigenico. L'antigene si evidenzia dopo tre giorni di malattia, e anche dopo uso di antibiotici. Persiste per settimane.

### Diagnosi differenziale
La diagnosi differenziale si pone con altre polmoniti atipiche, come quelle indotte da Chlamydia pneumoniae, Chlamydia psittaci, Mycoplasma pneumoniae, Coxiella burnetii e le polmoniti virali.

## Trattamento
La febbre di Pontiac non richiede terapia antibiotica, ma solo sintomatica. La malattia del legionario si avvale di terapia antibiotica con preferenza per l'eritromicina endovena (4 g/die) con abbondante idratazione. Sono efficaci anche altri macrolidi: azitromicina, claritromicina, roxitromicina e josamicina. In alternativa possono essere utilizzati i chinoloni: ciprofloxacina (di scelta nei soggetti trapiantati), ofloxacina e pefloxacina. Nelle forme gravi si possono associare un macrolide o un chinolone con rifampicina.

## Prognosi
La risposta al trattamento endovenoso si ha in 3-5 giorni. Successivamente il farmaco può essere somministrato oralmente, per una durata complessiva del trattamento di 10-14 giorni. Con terapia tempestiva la mortalità in soggetti immunocompetenti è bassa. Nelle infezioni ospedaliere può comunque raggiungere il 40-50% in alcune casistiche.

## Prevenzione
Una misura importante è la disinfezione delle riserve d'acqua, che può essere fatta con surriscaldamento (70-80 °C), o ionizzazione con rame-argento (metodo commerciale usato negli ospedali). L'iperclorazione, in questo caso, non è considerato un metodo ottimale.